# 隱沒作用
隱沒作用（又稱俯衝作用、消減作用）是一個重要的地質過程，發生在大陸匯聚帶，而當一個板塊的海洋地殼或部分大陸地殼下沉入地幔之中，這一過程就被稱為「隱沒」。通過這一過程，舊的海洋地殼不斷地再循環進入地幔，而新的地殼則在海岸線附近不斷形成，使得大陸板塊不斷擴張和碰撞。隱沒作用在地球形成過程中扮演著重要角色，它促進了地殼物質的循環轉化，並且決定了大陸配置的持續演變，因此對理解板塊構造論和大陸漂移學說具有重要意義。隱沒速度通常以每年厘米為單位來測量，聚合速度可高達每年11厘米。

## 隱沒作用與板塊構造

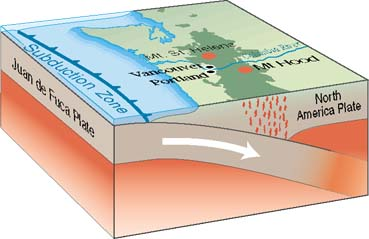
胡安·德富卡板塊在喀斯喀特隱沒帶下沉至北美板塊之下

地幔對流的簡化模型： 海洋板塊隱沒形成海溝。

根據板塊構造理論，地球的岩石圈，即其堅硬的外殼，被分割成十六個較大的構造板塊和幾個較小的板塊。這些板塊在緩慢移動，主要是由於隱沒岩石圈的拉力。隱沒帶下沉的岩石圈是位於下方具延展性的地幔中的對流單元的一部分。這種對流過程使得由放射性衰變產生的熱量從地球內部釋放出來。
岩石圈由最外層的輕質地殼加上最上層堅硬的地幔部分組成。海洋岩石圈的厚度從在洋中脊生成的年輕岩石圈的幾公里到最古老的海洋岩石圈的約100 km（62 mi）不等。 大陸岩石圈的厚度可達200 km（120 mi）。 相較於下方的軟流圈，岩石圈相對較冷且堅硬，因此構造板塊以固體形式在軟流圈上方移動。單個板塊通常包括海洋岩石圈和大陸岩石圈的區域。
隱沒帶是冷的海洋岩石圈下沉回地幔並被回收的地方。 它們位於聚合板塊邊界，這裡一個板塊的海洋岩石圈與另一個密度較小的板塊岩石圈相聚合。較重的海洋岩石圈被另一個板塊的前緣所覆蓋。 被覆蓋的板塊（即板片）以約25至75度的角度向地球表面下沉。 這種下沉是由板片與周圍軟流圈之間的溫度差異所驅動，因為較冷的海洋岩石圈平均來說具有更大的密度。 沉積物和一些被困的水被板片帶到下方並回收到深地幔中。
地球是迄今為止唯一已知有隱沒作用的行星，而隱沒帶是其最重要的構造特徵。隱沒是板塊構造的驅動力，而沒有它，板塊構造就無法發生。 海洋隱沒帶位於約55,000 km（34,000 mi）的聚合板塊邊緣， 幾乎等於洋中脊的總板塊生成率60,000 km（37,000 mi）。

## 隱沒帶結構
隱沒帶與地球最深的地震有關。地震通常發生在地殼較淺、較容易碎的部份，深度通常淺於20公里。然而在隱沒帶發生的地震深度可達到700公里。這些地震的震源勾勒出了一塊向內陸傾斜的地震活動地區，稱為Wadati-Benioff帶（英語：Wadati-Benioff zone）（中文或稱“瓦班氏帶”、“班氏帶”或“班尼奧夫帶”）。Wadati-Benioff帶勾勒出了下沉的岩石圈。地震斷層掃描也幫助人們勾勒出沒有地震的地區的下沉的岩石圈。一些隱沒的板塊似乎沒有辦法穿透到地函主要的位於深約670公里的不連續面，而其他一些隱沒的海洋板塊可以一直穿透到地核與地函的交界處。位於地函中深度410公里與670公里的地震不連續面被隱沒帶深處較冷的下沉板塊所擾亂。
隱沒作用會形成海溝，例如馬里亞納海溝。海溝處在一個板塊開始沉降到另一個板塊的地方。隱沒帶上方的火山通常位在一個弧狀鏈中，如聖赫倫那山及富士山，因此有“火山弧”、“ 島弧”這些名詞。不是所有的“火山弧”都是弧狀的，海溝與“弧”也可以是直線狀的。
隱沒帶的玄武岩和沉積物通常富含含水礦物和粘土。此外，隱沒板片向下彎曲時產生的裂縫和斷裂中會引入大量的水。 在從玄武岩轉變為榴輝岩的過程中，這些含水材料分解，產生大量的水，在如此高的壓力和溫度下，這些水以超臨界流體的形式存在。 超臨界水由於比周圍岩石更熱且更浮力，會上升到上覆地幔中，在那裡它降低了地幔岩石的熔點，通過助熔作用產生岩漿。 這些岩漿因比地幔岩石密度低而上升為火成岩墩。 來自地幔的岩漿（最初為玄武質組成）最終可以達到地球表面，導致火山噴發。噴發熔岩的化學成分取決於地幔來源的玄武岩與地殼的相互作用（熔化）或經歷分離結晶的程度。弧形火山往往會產生危險的噴發，因為它們富含水（來自板片和沉積物）並且往往極具爆炸性。 喀拉喀托火山、魯伊斯火山和維蘇威火山都是弧形火山的例子。弧形火山還與大多數礦床有關。
在火山弧之外是一個弧後區域，其特性強烈取決於隱沒板片的隱沒角度。當這個角度變淺時，隱沒板片會部分拖曳上覆的大陸地殼，這會產生一個縮短和地殼加厚的區域，在那裡可能會有廣泛的褶皺和逆衝斷層。如果隱沒角度變陡或回滾，上覆板塊岩石圈將處於張力之下，通常會產生弧後盆地。

### 深部結構
弧-溝複合體是更深結構的地表表現。雖然無法直接接觸，但可以使用地球物理學和地球化學來研究更深的部分。隱沒帶由一個傾斜的地震帶定義，稱為和達-貝尼奧夫帶，它從海溝向外傾斜並延伸到火山弧下方至660公里不連續面。隱沒帶地震發生在比地球其他地方更大的深度（可達600 km（370 mi）），而地球其他地方的地震通常發生在深度小於20 km（12 mi）的地方；這些深部地震可能由深部相變、熱失控或脫水脆化驅動。 地震層析成像顯示，一些板片可以穿透下地幔 並沉到地核-地幔邊界。 在這裡，板片的殘餘物可能最終會加熱到足以作為地幔柱上升到地表。

### 隱沒角度
隱沒通常在火山弧下方以中度陡峭的角度進行。然而，也存在一些異常淺的隱沒角度以及一些極其陡峭的隱沒。平板隱沒（隱沒角度小於30°）發生在板片幾乎水平隱沒時。相對平坦的板片可以在上覆板塊下延伸數百公里。這種幾何形狀通常是由於厚地殼或較暖的岩石圈造成的浮力隱沒板片引起的。最近的研究還顯示，較老和較寬的隱沒帶與較平的隱沒角度有很強的相關性。這解釋了為什麼平板隱沒目前只發生在東太平洋，因為只有這些地區足夠老和寬，足以支持平板隱沒，也解釋了為什麼拉拉米德平板隱沒和華南平板隱沒是可能的。 最終，胡提出隱沒年齡和板片特徵的組合對隱沒角度有最強的控制力。 因為板片的深度隱沒是推動隱沒帶火山活動的必要條件，平板隱沒可以用來解釋火山空隙。

## 隱沒帶的生命周期
隱沒可自發開始，也可由現有的板塊運動誘導。大多數現代隱沒帶是由水平力迫使海洋岩石圈斷裂並下沉到軟流圈中形成的。隱沒的結束：當大陸岩石圈到達隱沒帶時，可能會使板塊邊界重新組織，導致大陸碰撞或地塊增生，進而中斷隱沒。

## 特徵與影響
- 變質作用：隱沒帶經歷高壓低溫的變質條件，生成和破壞含水礦物，釋放水進入地幔，促進熔融。
- 弧火山作用：隱沒帶上方的火山弧是由於隱沒板塊脫水，釋放流體進入地幔，降低熔點產生的熔岩上升形成的。
- 地震和海嘯：隱沒帶是地球上最深的地震源區，產生深源地震、巨震和外隆地震。巨震可能引發海嘯，如2004年印度洋海嘯。
- 造山運動：隱沒板塊帶來的海洋島嶼、海洋高原等物質與大陸碰撞，導致地殼增厚和山脈形成。

## 地球上的隱沒作用
地球是唯一已知存在隱沒作用的行星，隱沒帶是其最重要的構造特徵。隱沒驅動了板塊構造，沒有隱沒，板塊構造無法發生。

## 隱沒作用對全球氣候的影響
隱沒帶對全球氣候具有重要影響，因為隱沒帶的火山活動釋放二氧化碳等氣體，影響大氣成分和氣候變化。

## 隱沒作用的歷史研究
隱沒概念對板塊構造理論的發展起了重要作用。哈里·哈蒙德·赫斯研究了海底擴張，提出了海洋地殼在海溝處被重新循環到地幔中的理論。

## 重要性
隱沒帶對板塊運動、地幔對流、火山活動、生物圈和全球氣候具有重大影響。隱沒帶也是地震和火山活動的主要來源，對人類社會構成巨大威脅。

## 延伸閱讀
- Stern, R.J. . Journal of Geoscience Education. 1998, 46 (3): 221–228. Bibcode:1998JGeEd..46..221S. doi:10.5408/1089-9995-46.3.221.
- Tatsumi, Y. . GSA Today. 2005, 15 (7): 4–10. doi:10.1130/1052-5173(2005)015[4:TSFHIO]2.0.CO;2 .

## 外部連結
- 隱沒帶動畫 （页面存档备份，存于）
- 從海底到火山頂部 （页面存档备份，存于） 關於智利隱沒帶中GEOMAR I 亥姆霍茲海洋研究中心合作研究中心（SFB）574 挥發物和流體工作的視頻。
- 板塊構造基礎1 - 海洋岩石圈的創造與毀滅 （页面存档备份，存于），德州大學達拉斯分校（約9分鐘長）。
- 地下世界地圖集 （页面存档备份，存于） – 地球地幔中隱沒板塊的繪製及其地質解釋